# Gäddtjärnen (Järna socken, Dalarna, 672644-140543)
Gäddtjärnen är en sjö i Vansbro kommun i Dalarna och ingår i Dalälvens huvudavrinningsområde. Sjön har en area på 0,104 kvadratkilometer och ligger 391,3 meter över havet. Sjön avvattnas av vattendraget Tomtbäcken.

## Delavrinningsområde
Gäddtjärnen ingår i det delavrinningsområde (672637-140476) som SMHI kallar för Mynnar i Lilla Flögsjön. Medelhöjden är 386 meter över havet och ytan är 12,07 kvadratkilometer. Det finns inga avrinningsområden uppströms utan avrinningsområdet är högsta punkten. Tomtbäcken som avvattnar avrinningsområdet har biflödesordning 5, vilket innebär att vattnet flödar genom totalt 5 vattendrag innan det når havet efter 335 kilometer. Avrinningsområdet består mestadels av skog (65 procent) och sankmarker (28 procent). Avrinningsområdet har 0,11 kvadratkilometer vattenytor vilket ger det en sjöprocent på 0,9 procent.